# Atsuo Watanabe
Atsuo Watanabe (Tokio, 15 april 1974) is een voormalig Japans voetballer.

## Carrière
Atsuo Watanabe speelde tussen 1997 en 1999 voor Urawa Red Diamonds.